# アウディスポーツ (企業)

ロゴ

アウディスポーツ (Audi Sport GmbH) は、アウディの高性能車部門を担当する子会社である。
1983年にクワトロ社 (quattro GmbH) として設立され、2016年11月29日に現在の社名に変更した。

## 概要

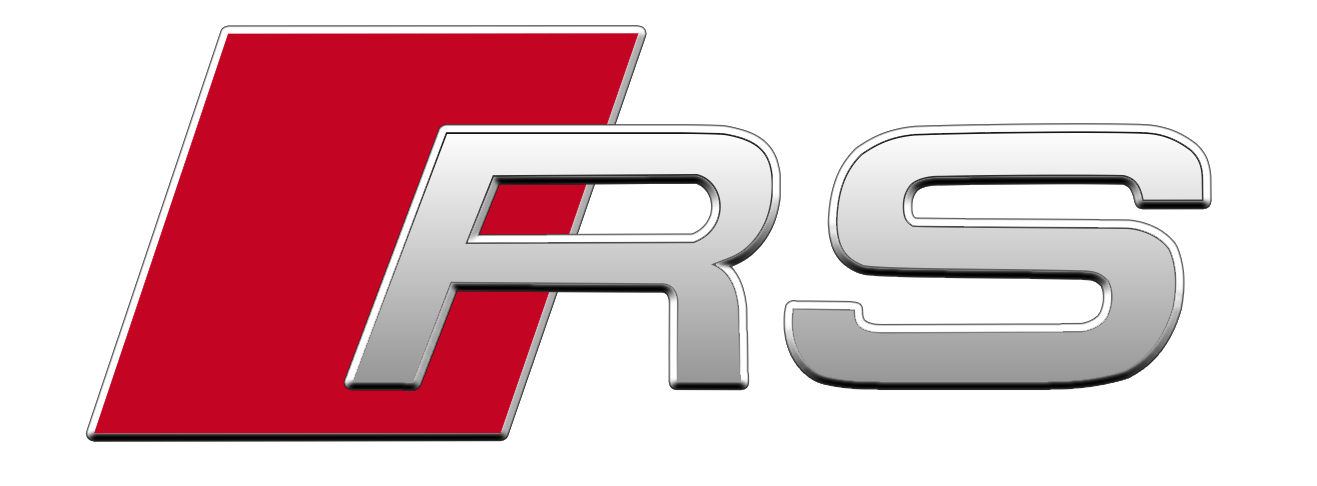
RSモデルのエンブレム

アウディスポーツでは、ネッカーズルムの工場でR8の開発、生産や、ベースモデルをチューニングによりさらに性能を高めたRSモデル（Racing Sportに由来）を生産している。
- RS3 - A3 をベースとしたRSモデル。
- RS Q3 - Q3をベースとしたRSモデル。
- RS4 - A4をベースとしたRSモデル。
- RS5 - A5をベースとしたRSモデル。
- RS6 - A6をベースとしたRSモデル。
- RS7 - A7をベースとしたRSモデル。
- RSQ8- Q8をベースとしたRSモデル。
- RS  e-tron GT- e-tron GTをベースとしたRSモデル。
- TT RS - TTをベースとしたRSモデル。
- R8 - ルマン・クワトロの生産型スポーツカー。2代目からアウディスポーツのフラグシップモデルになった。

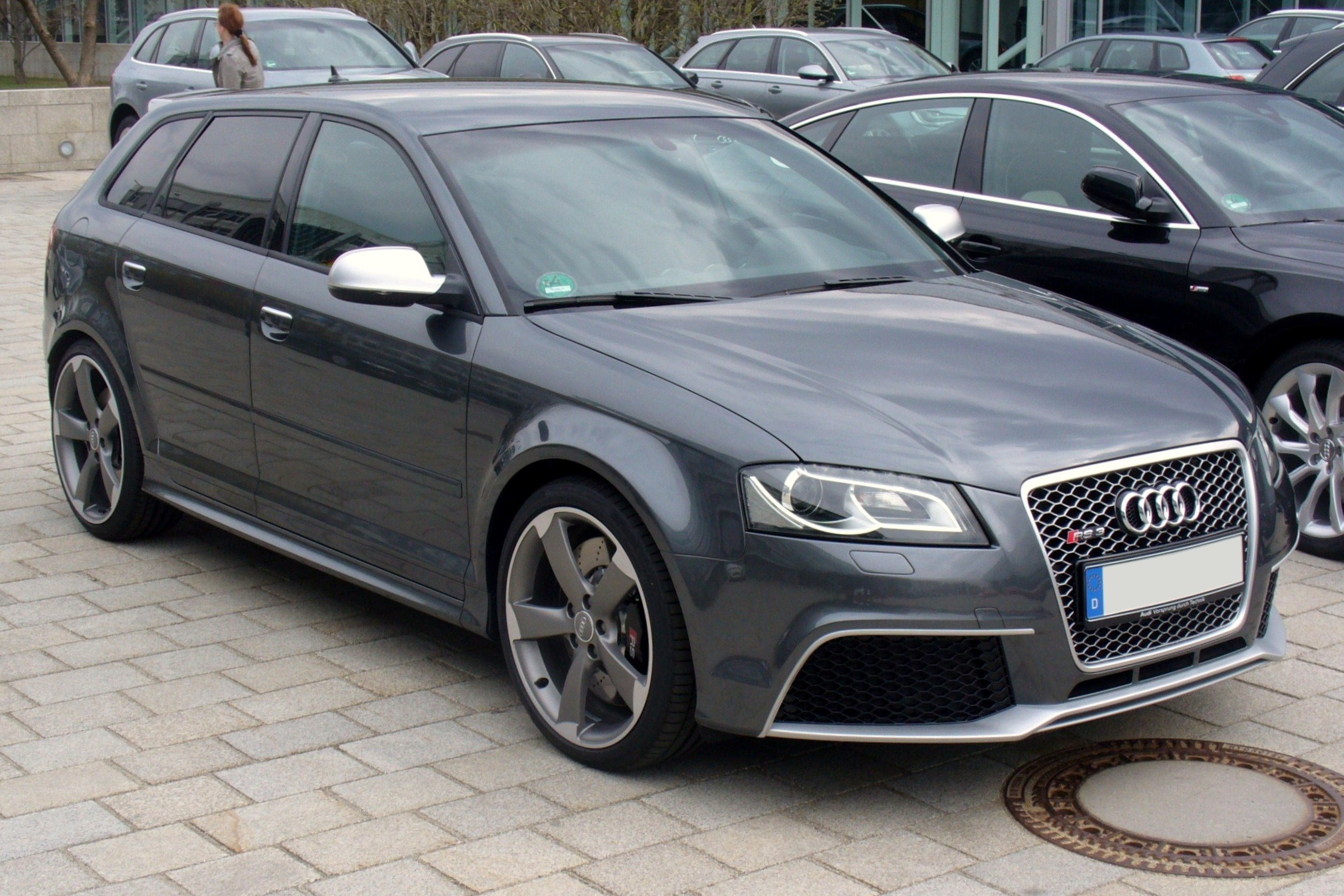
RS3 スポーツバック
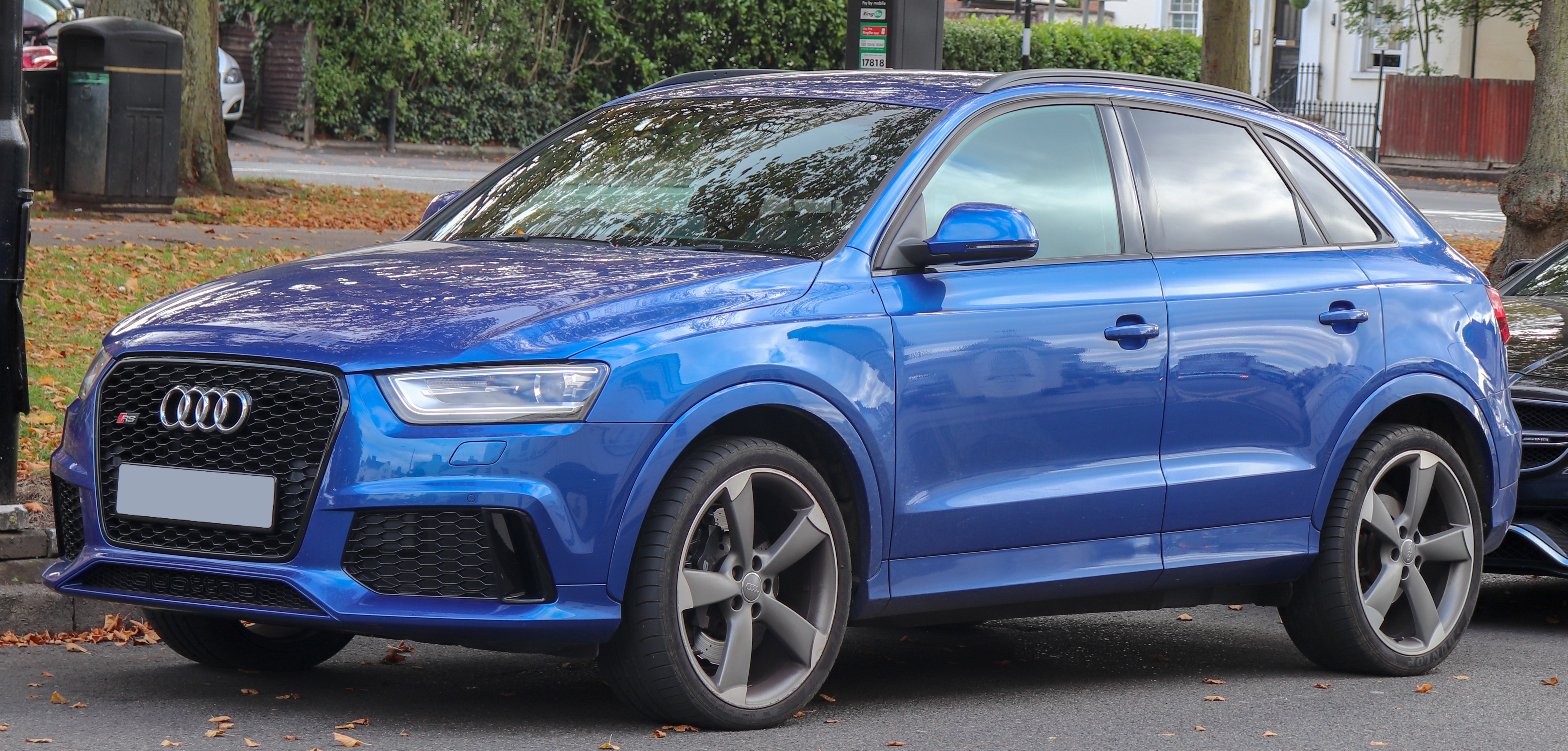
RS Q3
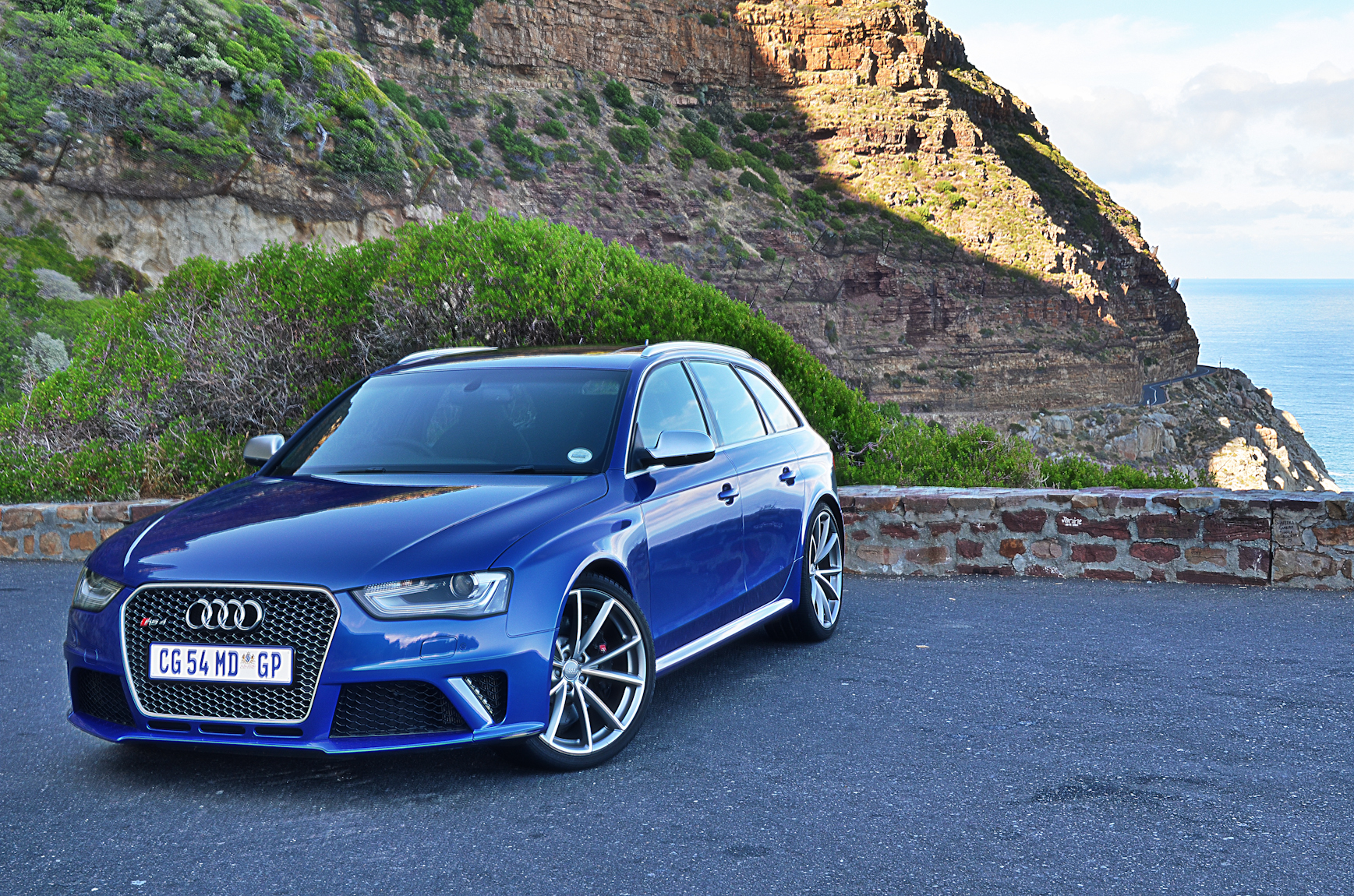
RS4
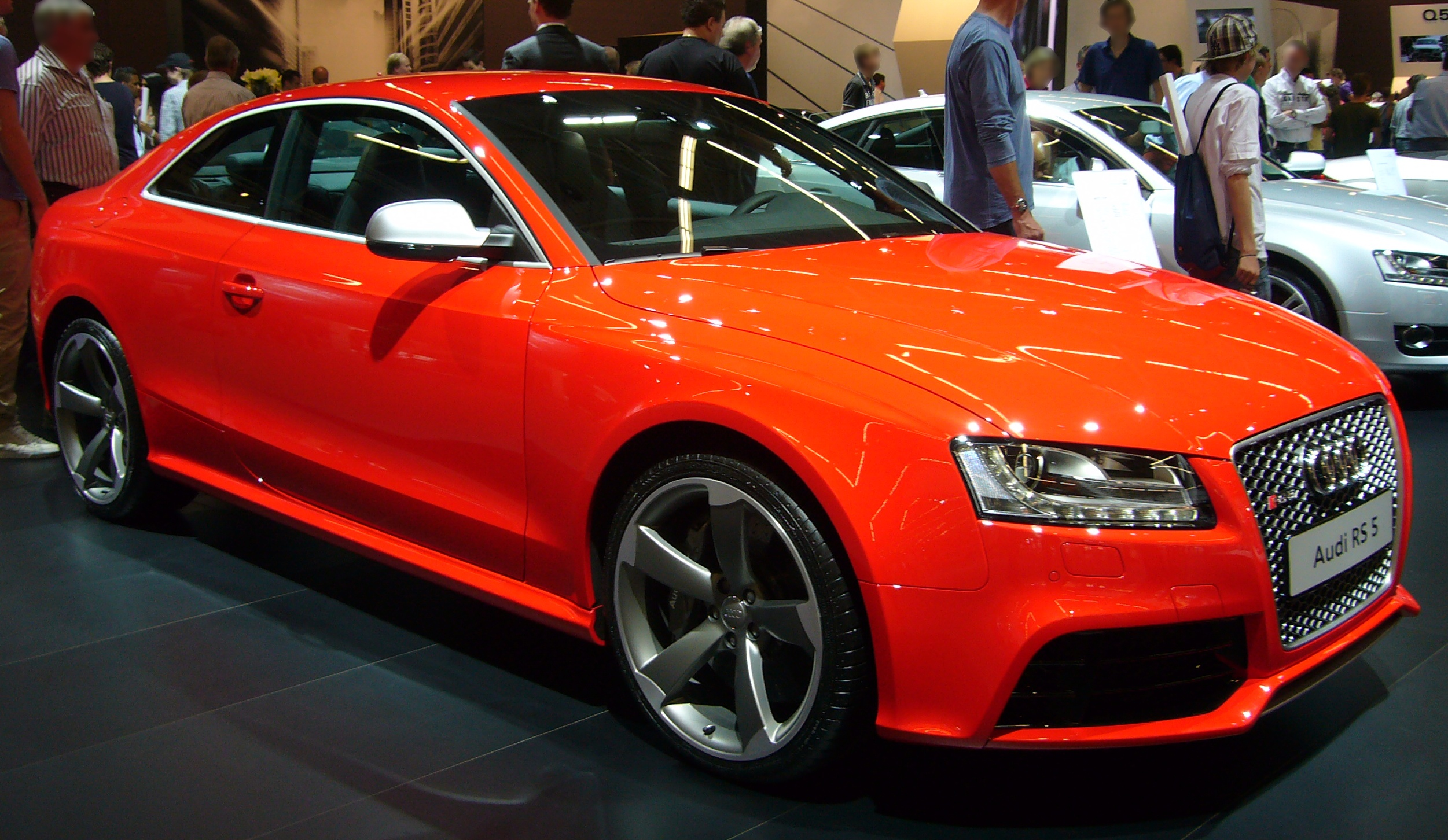
RS5
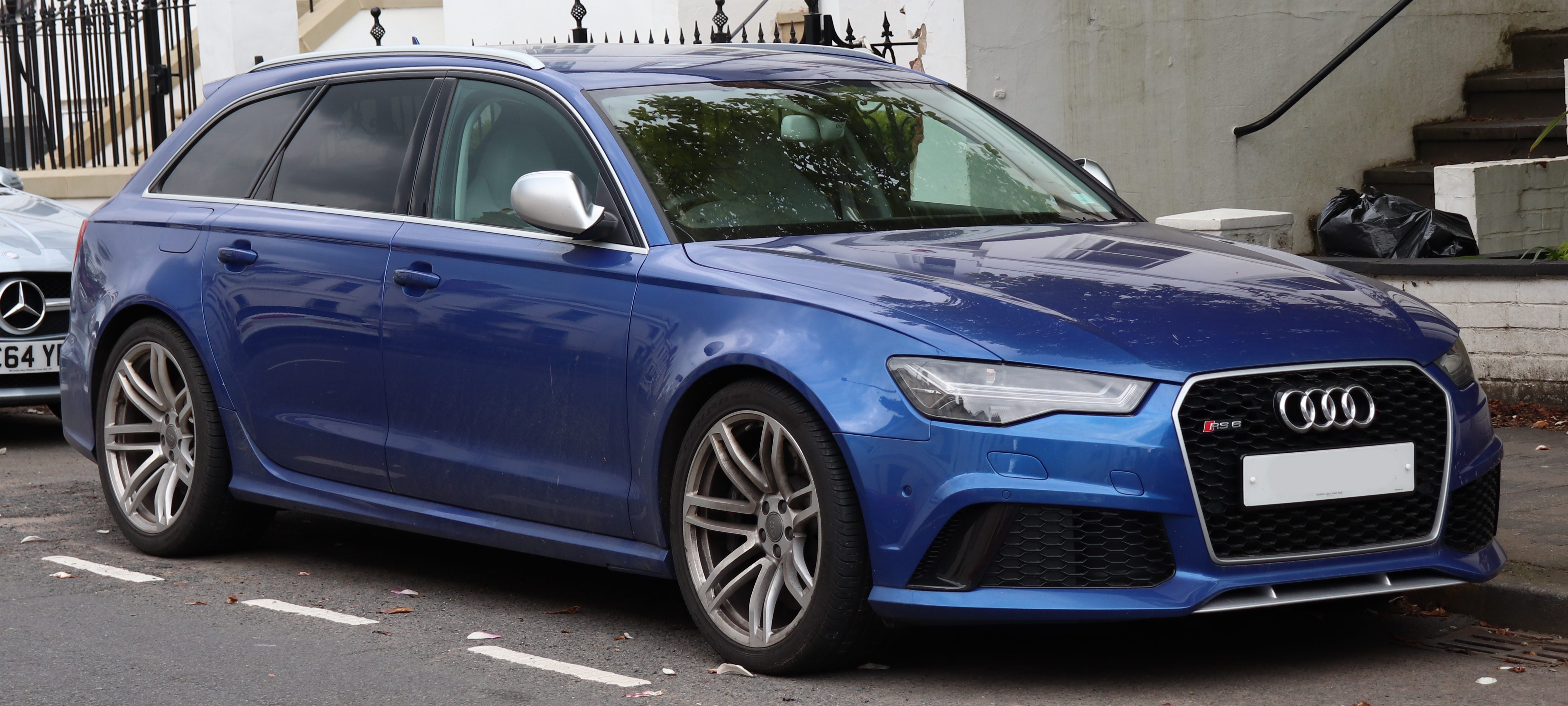
RS6
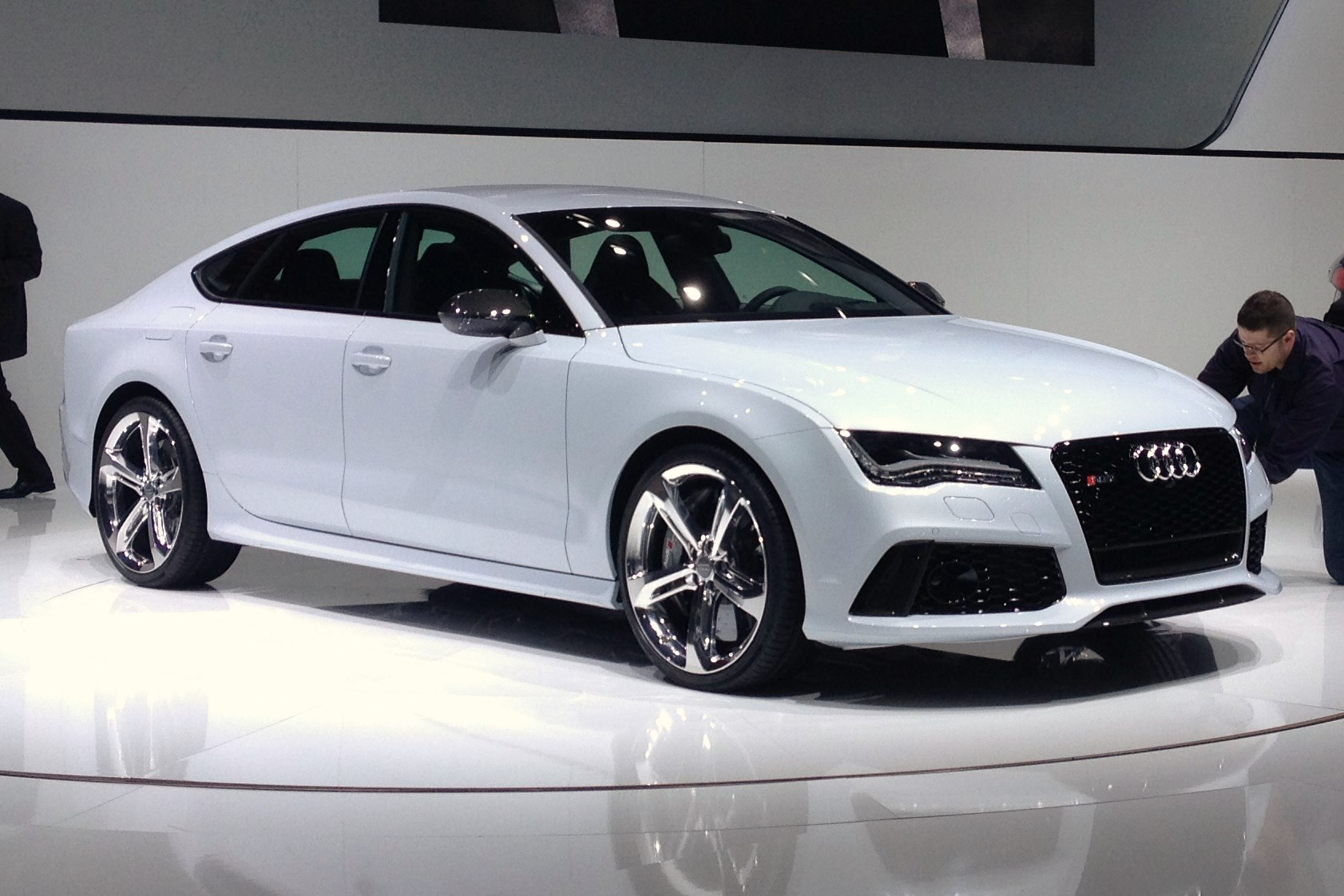
RS7
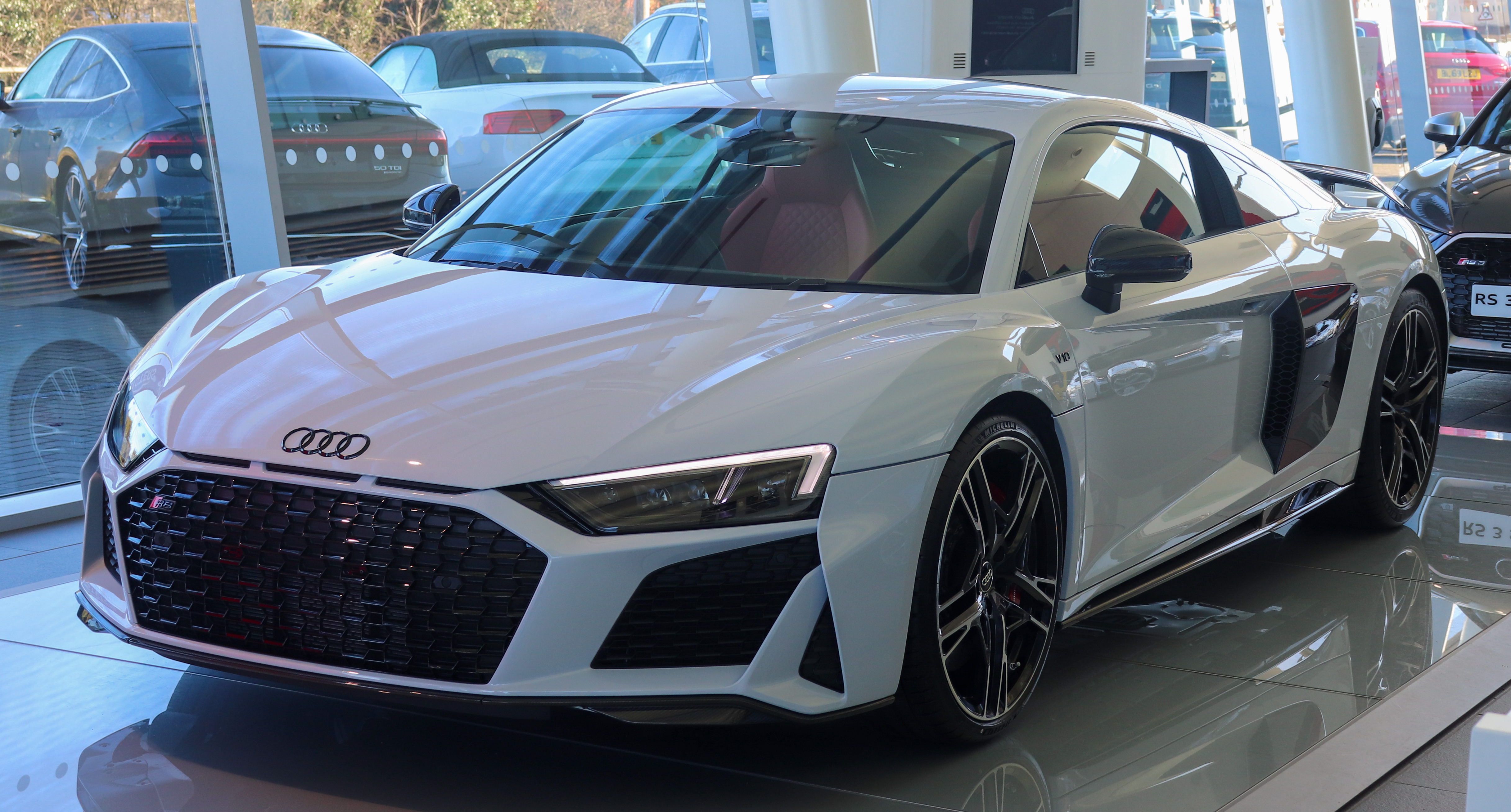
R8